# Cloud Nine (album de George Harrison)
Pour les articles homonymes, voir Cloud 9.
Albums de George Harrison
Gone Troppo
(1982) Best of Dark Horse (1976-1989)
(1989)
Singles
1. Got My Mind Set on You
Sortie : 12 octobre 1987
2. When We Was Fab
Sortie : 25 janvier 1988
3. This Is Love
Sortie : 13 juin 1988

Cloud Nine est le neuvième album studio enregistré par George Harrison en solo. Paru fin 1987, c'est le dernier album publié de son vivant. Enregistré au début de cette année, après une pause de cinq ans, il est issu de séances dans le studio personnel de George à Friar Park avec plusieurs amis et musiciens de talent, dont Ringo Starr et Eric Clapton. L'album scelle également les débuts de l'amitié de George Harrison avec Jeff Lynne, qui coproduit le disque.
À sa sortie, le disque est accueilli comme un véritable retour en grâce par la critique, qui voit là ce que George Harrison a fait de mieux depuis All Things Must Pass en 1970. Artistiquement, le disque renoue avec un style plus proche du rock, et se livre moins aux considérations personnelles que les précédents albums du guitariste. La presse y relève notamment des tonalités proches de ce que produisaient les Beatles, mais aussi des sonorités caractéristiques de l'Electric Light Orchestra, où officiait Lynne.
Le public adhère au disque, qui se classe en dixième place des ventes britanniques et en huitième place dans les classements américains, meilleurs scores de George Harrison depuis longtemps. Le premier titre extrait de l'album, Got My Mind Set on You reprise d'une chanson de Rudy Clark, devient le premier numéro 1 de George Harrison depuis 1973 aux États-Unis. Deux autres singles suivent, When We Was Fab et This Is Love, avec des succès légèrement moindres dans les palmarès, mais supérieurs à beaucoup de précédents titres du guitariste. L'album est réédité en 2004 avec deux chansons bonus tirées de la bande originale du film Shanghai Surprise.

## Historique

### Genèse
En 1987, George Harrison sort d'un silence discographique de cinq ans. La sortie dans l'indifférence de Gone Troppo en 1982 avait contribué à pousser vers la sortie le musicien, déjà dépité par le fonctionnement de l'industrie musicale des années 1980. L'ex-Beatle n'est toutefois pas totalement inactif : il participe à la production de films par le biais de sa société, HandMade Films, bien que plusieurs se révèlent être des échecs flagrants. Passionné d'automobile, il suit également de nombreux Grands Prix de Formule 1, ce qui le pousse à voyager à travers le monde et à se lier d'amitié avec plusieurs champions. Enfin, cette période de vacances à laquelle il faisait allusion dans son album précédent lui permet de profiter de la vie de famille avec son jeune fils Dhani.
Malgré cela, George Harrison reste proche du monde musical et se permet quelques apparitions sur scène, comme lorsqu'il rejoint le groupe Deep Purple en Australie en 1984 pour une interprétation de Lucille. Ses principales contributions musicales en ce milieu de décennie sont cependant la composition et l'interprétation de plusieurs bandes originales. En 1985, il chante ainsi une composition de Bob Dylan intitulée I Don't Want to Do It pour le film Porky's Contre-Attaque. L'année suivante, il compose et enregistre en duo avec Vicki Brown la chanson Shanghai Surprise pour le film du même nom, et compose plusieurs autres chansons pour les besoins de ce film. Un single devait suivre, mais n'a finalement pas été produit, à cause du très mauvais accueil réservé au film.
En 1986 et 1987, George Harrison remonte sur scène pour quelques-unes de ses rares apparitions publiques en concert. Il apparaît ainsi lors des concerts du Prince's Trust aux côtés d'Eric Clapton et de Ringo Starr, donnant les premiers signes d'un retour imminent à une production musicale plus visible. Cloud Nine en est la conséquence, puisqu'il apparaît en fin d'année 1987.

### Enregistrement
Le travail pour Cloud Nine débute dès 1985/1986 dans l'optique du film Shanghai Surprise puisque deux des chansons qui sont composées pour sa bande originale, Someplace Else et Breath Away from Heaven sont réutilisées par la suite, dans de nouvelles versions, sur l'album. Pour produire avec lui son futur disque, Harrison choisit Jeff Lynne, leader de l'Electric Light Orchestra, qu'il côtoie régulièrement depuis 1985 dans ce but. Dans une interview, le guitariste précise : « Je pensais qu'il serait parfait, ce qu'il a été. » De fait, la patte de Lynne se ressent clairement sur l'album et contribue à ses qualités aux yeux de la critique.
Participent également les musiciens qui ont accompagné George Harrison lors de ses quelques apparitions sur scène, notamment Eric Clapton, des célébrités avec qui il est en bons termes comme Elton John, et plusieurs des musiciens qui l'accompagnent en studio depuis de nombreuses années comme le batteur Jim Keltner, le percussionniste Ray Cooper et le saxophoniste Jim Horn. Ringo Starr joue pour sa part de la batterie sur plusieurs chansons, notamment When We Was Fab, clin d'œil de Harrison à son passé de Beatle.
Les sessions d'enregistrement se déroulent dans le studio privé de George Harrison dans sa demeure de Friar Park. Elles débutent le 5 janvier 1987 par l'enregistrement de P2 Vatican Blues, chanson non conservée pour l'album et finalement réenregistrée pour Brainwashed au début des années 2000. Elles se terminent au cours du mois d'août.
Le travail autour de l'album ne s'arrête pas pour autant. Après sa sortie, Harrison et Lynne réfléchissent, à Los Angeles, à l'enregistrement d'une face B pour un single tiré de l'album. C'est ainsi que naît Handle with Care et le supergroupe Traveling Wilburys qui comporte, outre les deux musiciens, Bob Dylan, Tom Petty et Roy Orbison.

### Parution et réception
Cloud Nine sort le 2 novembre 1987. C'est rapidement un grand succès commercial pour Harrison qui, après de nombreuses années de chute dans les classements, et les résultats désastreux de Gone Troppo, atteint la dixième place des charts britanniques, et la huitième des classements américains. Le disque est accompagné de plusieurs singles : publié en octobre, Got My Mind Set on You, reprise d'une chanson de Rudy Clark enregistrée dans les années 1950, connaît un succès énorme et parvient en tête des charts aux États-Unis, et en deuxième place des classements britanniques. Il s'agit du premier numéro 1 de Harrison depuis 1973 avec Give Me Love (Give Me Peace on Earth) et de son meilleur classement britannique depuis My Sweet Lord en 1970. Ce succès inattendu contribue au score de l'album qu'il annonce. Deux autres singles suivent : When We Was Fab, en janvier 1988, entre dans les top 30 des deux côtés de l'Atlantique ; tandis que This Is Love arrive en 55e position dans les charts britanniques.
D'un point de vue critique, l'album connaît un grand succès. Les journalistes y voient des points communs avec ce que faisait George Harrison du temps des Beatles, ce à quoi il fait par ailleurs plusieurs fois allusions dans l'album. Il est ainsi noté que Harrison a délaissé les notes très personnelles, et parfois plaintives, de la plupart de ses anciens albums au profit de rocks plus vifs typiques de ce que faisait le groupe, notamment à ses débuts. Stephen Thomas Erlewine du site AllMusic déclare ainsi que c'est « un de ses tout meilleurs albums ». Pour David Wild, de Rolling Stone, il s'agit du meilleur album du guitariste depuis All Things Must Pass, en 1970. Le journaliste reconnaît l'importance jouée par Jeff Lynne en jugeant que son intérêt pour les Beatles, qui avait contribué à forger le style de l'Electric Light Orchestra, se ressent dans son travail pour Harrison. Dans les regards divergents, Daniel Brogan, du Chicago Tribune, trouve pour sa part que l'album « erre sans espoir » et juge que, si Harrison a une grande part de responsabilité, le problème vient également de la trop grande implication de Lynne qui fait sonner certaines chansons comme l'ELO.
En 2004, l'album fait partie des six qui sont réédités dans le coffret The Dark Horse Years/1976 - 1992 et de façon séparée. Les chansons Shanghai Surprise et Zig Zag, tirées de la bande originale du film Shanghai Surprise et jusque-là jamais publiées y figurent comme pistes bonus.

## Analyse musicale

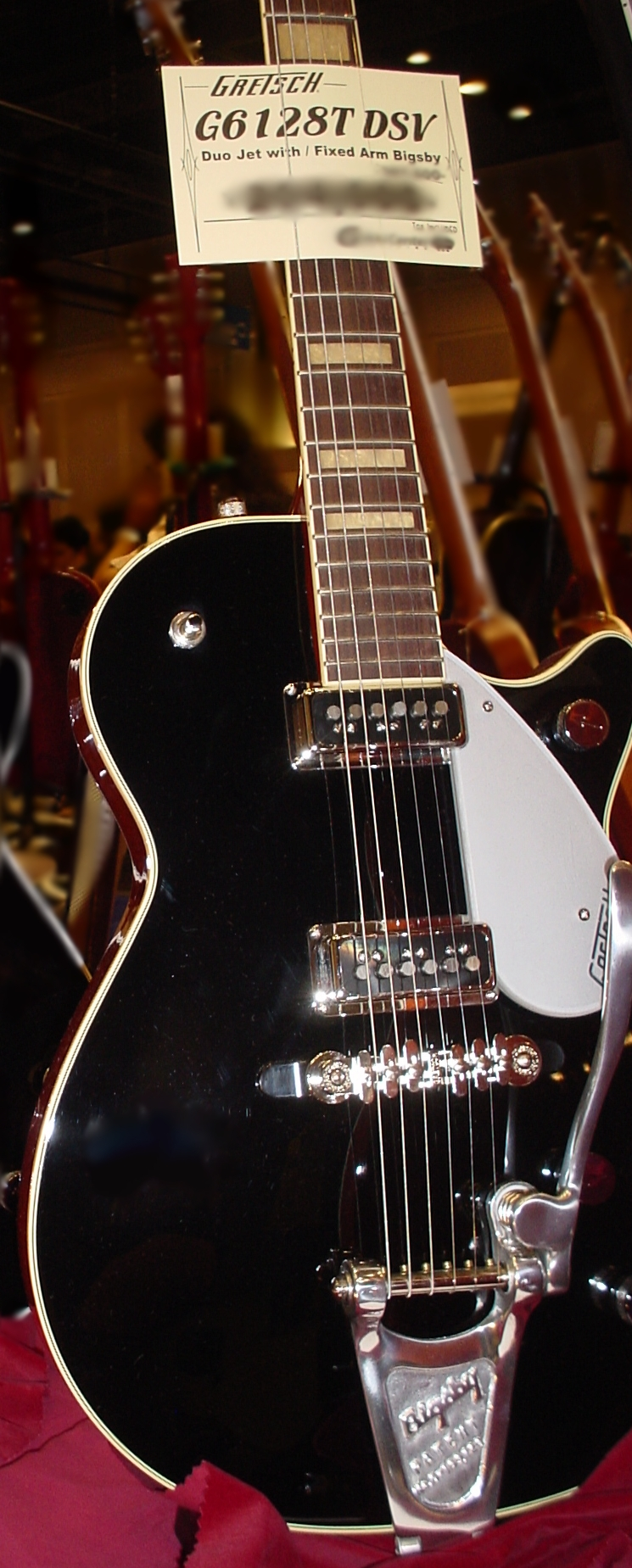
Cloud Nine contient plusieurs références aux Beatles, notamment la Gretsch Duo Jet (une des premières guitares de George Harrison) qui orne sa pochette.

Plus que ses prédécesseurs, Cloud Nine fait appel aux guitares sur plusieurs chansons. Ainsi, Cloud 9 et That's What It Take donnent une grande place à la technique de slide de Harrison ainsi qu'aux solos de guitare d'Eric Clapton. Clapton se lance également dans plusieurs solos sur Wreck of the Hesperus, autre morceau particulièrement teinté rock du disque. Empruntant son titre à un poème de Henry Longfellow, la chanson est teintée d'humour et d’auto-dérision de la part du guitariste. Dans la même veine et les mêmes tons de rock, Devil's Radio est une charge acide contre les médias, vis-à-vis desquels Harrison a souvent cherché à se tenir à l'écart.
Le disque contient également des chansons plus calmes comme Just For Today, qui traite de l'idée de vivre sa vie au jour le jour sans penser aux malheurs. Il s'agit également d'une allusion aux multiples addictions qui ont touché nombre de célébrités des décennies précédentes, et aux façons de les dépasser. Le titre est inspiré d'un tract des Alcooliques anonymes, bien que Harrison déclare en interview élargir nettement le cercle des destinataires de son message. Deux chansons sont des rescapées de la bande originale de Shanghai Surprise, les ballades Someplace Else et Breath Away from Heaven. Cette dernière se caractérise par ses tonalités chinoises adaptées à l'action du film.
Cloud Nine a également des sonorités rappelant les Beatles, accentuées par la présence de Ringo Starr à la batterie sur plusieurs chansons. Celle qui s'approche le plus du style du groupe est Fish On the Sand, notamment par l'usage d'une Rickenbacker à 12 cordes. Pourtant, le texte de la chanson est beaucoup plus proche du travail en solo de Harrison, et évoque la crise spirituelle qu'il traverse (se comparant à « un poisson sur le sable »). La plus grande allusion aux Beatles est cependant When We Was Fab, au texte ironique et aux parties de batteries inspirées de celles d'I Am the Walrus, enregistrée vingt ans plus tôt. La chanson est coécrite avec Jeff Lynne, de même que This Is Love qui, s'y elle fait écho aux sonorités des Beatles, est surtout teintée du son de l'Electric Light Orchestra.
That's What It Takes est une autre chanson de l'album à ne pas être composée uniquement par Harrison, puisqu'il est aidé de Lynne et de Gary Wright, qui avait travaillé avec lui sur All Things Must Pass. Une autre chanson, qui clôt l'album, n'est pas de Harrison. Got My Mind Set on You est un rock composé dans les années 1960 par Rudy Clark pour James Ray. Rehaussé de cuivres et remis au goût du jour, le morceau devient un des plus grands succès de Harrison qui le fait connaître au grand public.
La pochette est également un clin d'œil à la période Beatles : Harrison y porte sa Gretsch 6128 Duo Jet, qu'il utilisait durant les premières années du groupe, et qu'il vient alors de la faire restaurer, après l'avoir prêtée vingt ans durant à son ami Klaus Voormann.

## Fiche technique

### Liste des chansons
Toutes les chansons sont écrites et composées par George Harrison, sauf mention contraire.
| No  | Titre                   | Auteur                                   | Durée |
| --- | ----------------------- | ---------------------------------------- | ----- |
| 1.  | Cloud 9                 |                                          | 3:17  |
| 2.  | That's What It Takes    | George Harrison, Jeff Lynne, Gary Wright | 4:01  |
| 3.  | Fish on the Sand        |                                          | 3:24  |
| 4.  | Just for Today          |                                          | 4:06  |
| 5.  | This Is Love            | George Harrison, Jeff Lynne              | 4:25  |
| 6.  | When We Was Fab         | George Harrison, Jeff Lynne              | 4:00  |
| 7.  | Devil's Radio           |                                          | 3:54  |
| 8.  | Someplace Else          |                                          | 3:53  |
| 9.  | Wreck of the Hesperus   |                                          | 3:34  |
| 10. | Breath Away from Heaven |                                          | 3:36  |
| 11. | Got My Mind Set on You  | Rudy Clark                               | 3:55  |

| 12. | Shanghai Surprise | 5:09 |
| 13. | Zig Zag           | 2:38 |

### Personnel
- George Harrison : chant, guitares acoustique et électrique, autoharp, claviers, synthétiseurs, sitar, chœurs
- Jeff Lynne : guitares acoustique et électrique, basse, claviers, synthétiseur, chœurs
- Eric Clapton : guitare électrique sur "Cloud 9", "That's What It Takes", "Devil's Radio" et "Wreck of the Hesperus"
- Elton John : piano électrique sur "Cloud 9", piano on "Devil's Radio" and "Wreck of the Hesperus"
- Gary Wright : piano sur "Just for Today" et "When We Was Fab"
- Ringo Starr : batterie
- Jim Keltner : batterie
- Ray Cooper : batterie, percussions
- Jim Horn : saxophones ténor et baryton sur "Cloud 9", "Wreck of the Hesperus" and "Got My Mind Set on You"
- Bobby Kok : violoncelle